# Устенко-Гайдай Галина Феодосіївна
Галина Феодосіївна Устенко-Гайдай (нар. 15 квітня 1948) — українська журналістка та педагог. Заслужений журналіст України (з 1994).

## Життєпис
Закінчила Київський ордена Леніна державний університет імені Т. Г. Шевченка (1966—1971), спеціальність — журналістика, кваліфікація — журналіст телебачення.
В 1978—1998 проводила майстер-класи і практичні заняття, КДУ ім. Т. Г. Шевченка, в 1977—1978 читала курс лекцій і вела практичні заняття у Вищій партійній школі ЦК Компартії України, в 1983—1990 — у Київському філіалі Всесоюзного інституту підвищення кваліфікації працівників телебачення і радіо, 1985—2010 вела майстер-класи і практичні заняття в Київському інституті театрального мистецтва, 2005-2018- практичні заняття і майстер-класи в Університеті культури і мистецтв, в 2018-2019- курс лекцій з тематики телевиробництва, риторики і культури мови в Київському Міжнародному університеті.
Працювала головним редактором головної редакції публіцистичних і художніх програм творчо-виробничого об'єднання телепрограм Київської державної регіональної телерадіокомпанії.

## Творчість
Режисер документального фільму «Душі заповідний куток» за участі Тріо бандуристок Українського радіо.
Автор теленарису про вертольотчиків-ліквідаторів Чорнобильської аварії «Люди і долі».

## Громадська діяльність
Член наглядової ради Національного історико-меморіального заповідника «Биківнянські могили».

## Захоплення
Співала в Київському камерному хорі Віктора Михайловича Іконника (пізніше — Лятошинського), в молодіжному хорі радіо і телебачення, в хорі Свято-Покровського храму м. Києва.

## Відзнаки
- Заслужений журналіст України (1994).
- Премія імені Івана Франка у галузі інформаційної діяльності — за найкращий твір у телевізійній сфері, як автор передачі «Люди і долі» Київська РДТРК (2005).